# 侯爵夫人ブリジダ・スピノーラ＝ドーリアの肖像
『侯爵夫人ブリジダ・スピノーラ＝ドーリアの肖像』（こうしゃくふじんブリジダ・スピノーラ＝ドーリアのしょうぞう、蘭: Portret van marchesa Brigida Spinola-Doria, 英: Portrait of Marchesa Brigida Spinola-Doria）は、バロック期のフランドルの巨匠ピーテル・パウル・ルーベンスが1606年に制作した肖像画である。油彩。初期のイタリア時代を代表する肖像画の1つで、ジェノヴァ共和国の貴族スピノーラ家出身の女性ブリジダ・スピノーラ＝ドーリア（Brigida Spinola-Doria, 1583年-1648年）を描いている。ルーベンスはこれをジェノヴァに滞在した際に制作した。現在はワシントンD.C.のナショナル・ギャラリー・オブ・アートに所蔵されている。またニューヨークのモルガン・ライブラリーに本作品の準備素描が所蔵されている。

## 人物
ブリジダ・スピノーラはジェノヴァ共和国の名門であるスピノーラ家の出身である。父はジェノヴァ共和国の第57代総督ルカ・スピノーラ（1489年-1579年）の子孫にあたるガスパレ・スピノーラ（Gaspare Spinola）、母は第72代総督ニコロ・ドーリア（1525年-1592年）の娘マリア・ドーリア（Maria Doria）であり、彼らの娘として1583年に生まれた。
スピノーラ家は商業と銀行業で富を築いた一族であり、ジェノヴァの芸術家たちのパトロンだった。彼らが姻戚関係にある一家との婚姻（重縁）によって富を強化するのはよくあることだった。1605年7月、ブリジダは従兄の侯爵ジャコモ・マッシミリアーノ・ドーリア（Giacomo Massimiliano Doria, 1571年-1613年）と最初の結婚をした。夫ジャコモの父はブリジダの母マリアの父ニコロの兄弟で第83代総督アゴスティーノ・ドーリアであり、またジャコモの母はブリジダの父ガスパレの妹エリアナ・スピノーラ・ディ・ジオフレッド（Eliana Spinola di Gioffredo）であった。夫ジャコモとは1613年に死別したが、1621年8月に同じく妻と死別していた詩人ジョバンニ・ヴィンチェンツォ・インペリアーレと再婚した。ジョバンニはジェノヴァ共和国の上院議員であり、美術品の収集にも熱心であった。ジョバンニの両親は第92代総督ジョヴァンニ・ジャコモ・インペリアーレ・タルタロとスピノーラ家に属するビアンカ・スピノーラ（Bianca Spinola）であり、彼女の姉妹ヴィットーリア・スピノーラ（Vittoria Spinola）とオッタヴィア・スピノーラ（Ottavia Spinola）はブリジダの母マリアの兄弟ジオ・バッタ（Gio Batta）およびジオ・ステファノ（Gio Stefano）と結婚していた。
　スピノーラ家の家系略図
|  |  |                          |                          |                          |                          |                                      |                                      |                                      |                                      |                                          |                                          |                                          |                                          | ルカ・スピノーラ                         |                                          |                          |                          |                          |                          |                      |                      |                                |                                |                                |                                |                                |                                |                  |                  |                  |                  |  |  |                                                  |                                                  |                                                  |                                                  |                                                  |                                                  |                                              |                                              |                                              |                                              |                      |                      |                      |                      |  |  |  |  |  |  |  |  |  |  |  |  |  |  |  |  |  |  |
|  |  |                          |                          |                          |                          |                                      |                                      |                                      |                                      |                                          |                                          |                                          |                                          |                                          |                                          |                          |                          |                          |                          |                      |                      |                                |                                |                                |                                |                                |                                |                  |                  |                  |                  |  |  |                                                  |                                                  |                                                  |                                                  |                                                  |                                                  |                                              |                                              |                                              |                                              |                      |                      |                      |                      |  |  |  |  |  |  |  |  |  |  |  |  |  |  |  |  |  |  |
|  |  |                          |                          |                          |                          |                                      |                                      |                                      |                                      |                                          |                                          |                                          |                                          |                                          |                                          |                          |                          |                          |                          |                      |                      |                                |                                |                                |                                |                                |                                |                  |                  |                  |                  |  |  |                                                  |                                                  |                                                  |                                                  |                                                  |                                                  |                                              |                                              |                                              |                                              |                      |                      |                      |                      |  |  |  |  |  |  |  |  |  |  |  |  |  |  |  |  |  |  |
|  |  |                          |                          |                          |                          |                                      |                                      |                                      |                                      |                                          |                                          |                                          |                                          | ジオフレッド・スピノーラ                 | ジオフレッド・スピノーラ                 | ジオフレッド・スピノーラ | ジオフレッド・スピノーラ | ジオフレッド・スピノーラ | ジオフレッド・スピノーラ |                      |                      |                                |                                |                                |                                | ニコロ・ドーリア               | ニコロ・ドーリア               | ニコロ・ドーリア | ニコロ・ドーリア | ニコロ・ドーリア | ニコロ・ドーリア |  |  | オラツィオ・スピノーラ                           | オラツィオ・スピノーラ                           | オラツィオ・スピノーラ                           | オラツィオ・スピノーラ                           | オラツィオ・スピノーラ                           | オラツィオ・スピノーラ                           |                                              |                                              |                                              |                                              |                      |                      |                      |                      |  |  |  |  |  |  |  |  |  |  |  |  |  |  |  |  |  |  |
|  |  |                          |                          |                          |                          |                                      |                                      |                                      |                                      |                                          |                                          |                                          |                                          | ジオフレッド・スピノーラ                 | ジオフレッド・スピノーラ                 | ジオフレッド・スピノーラ | ジオフレッド・スピノーラ | ジオフレッド・スピノーラ | ジオフレッド・スピノーラ |                      |                      |                                |                                |                                |                                | ニコロ・ドーリア               | ニコロ・ドーリア               | ニコロ・ドーリア | ニコロ・ドーリア | ニコロ・ドーリア | ニコロ・ドーリア |  |  | オラツィオ・スピノーラ                           | オラツィオ・スピノーラ                           | オラツィオ・スピノーラ                           | オラツィオ・スピノーラ                           | オラツィオ・スピノーラ                           | オラツィオ・スピノーラ                           |                                              |                                              |                                              |                                              |                      |                      |                      |                      |  |  |  |  |  |  |  |  |  |  |  |  |  |  |  |  |  |  |
|  |  |                          |                          |                          |                          |                                      |                                      |                                      |                                      |                                          |                                          |                                          |                                          |                                          |                                          |                          |                          |                          |                          |                      |                      |                                |                                |                                |                                |                                |                                |                  |                  |                  |                  |  |  |                                                  |                                                  |                                                  |                                                  |                                                  |                                                  |                                              |                                              |                                              |                                              |                      |                      |                      |                      |  |  |  |  |  |  |  |  |  |  |  |  |  |  |  |  |  |  |
|  |  | アゴスティーノ・ドーリア | アゴスティーノ・ドーリア | アゴスティーノ・ドーリア | アゴスティーノ・ドーリア | アゴスティーノ・ドーリア             | アゴスティーノ・ドーリア             |                                      |                                      | エリアナ・スピノーラ・ディ・ジオフレッド | エリアナ・スピノーラ・ディ・ジオフレッド | エリアナ・スピノーラ・ディ・ジオフレッド | エリアナ・スピノーラ・ディ・ジオフレッド | エリアナ・スピノーラ・ディ・ジオフレッド | エリアナ・スピノーラ・ディ・ジオフレッド |                          |                          | ガスパレ・スピノーラ     | ガスパレ・スピノーラ     | ガスパレ・スピノーラ | ガスパレ・スピノーラ | ガスパレ・スピノーラ           | ガスパレ・スピノーラ           |                                |                                | マリア・ドーリア               | マリア・ドーリア               | マリア・ドーリア | マリア・ドーリア | マリア・ドーリア | マリア・ドーリア |  |  | ジョヴァンニ・ジャコモ・インペリアーレ・タルタロ | ジョヴァンニ・ジャコモ・インペリアーレ・タルタロ | ジョヴァンニ・ジャコモ・インペリアーレ・タルタロ | ジョヴァンニ・ジャコモ・インペリアーレ・タルタロ | ジョヴァンニ・ジャコモ・インペリアーレ・タルタロ | ジョヴァンニ・ジャコモ・インペリアーレ・タルタロ |                                              |                                              | ビアンカ・スピノーラ                         | ビアンカ・スピノーラ                         | ビアンカ・スピノーラ | ビアンカ・スピノーラ | ビアンカ・スピノーラ | ビアンカ・スピノーラ |  |  |  |  |  |  |  |  |  |  |  |  |  |  |  |  |  |  |
|  |  | アゴスティーノ・ドーリア | アゴスティーノ・ドーリア | アゴスティーノ・ドーリア | アゴスティーノ・ドーリア | アゴスティーノ・ドーリア             | アゴスティーノ・ドーリア             |                                      |                                      | エリアナ・スピノーラ・ディ・ジオフレッド | エリアナ・スピノーラ・ディ・ジオフレッド | エリアナ・スピノーラ・ディ・ジオフレッド | エリアナ・スピノーラ・ディ・ジオフレッド | エリアナ・スピノーラ・ディ・ジオフレッド | エリアナ・スピノーラ・ディ・ジオフレッド |                          |                          | ガスパレ・スピノーラ     | ガスパレ・スピノーラ     | ガスパレ・スピノーラ | ガスパレ・スピノーラ | ガスパレ・スピノーラ           | ガスパレ・スピノーラ           |                                |                                | マリア・ドーリア               | マリア・ドーリア               | マリア・ドーリア | マリア・ドーリア | マリア・ドーリア | マリア・ドーリア |  |  | ジョヴァンニ・ジャコモ・インペリアーレ・タルタロ | ジョヴァンニ・ジャコモ・インペリアーレ・タルタロ | ジョヴァンニ・ジャコモ・インペリアーレ・タルタロ | ジョヴァンニ・ジャコモ・インペリアーレ・タルタロ | ジョヴァンニ・ジャコモ・インペリアーレ・タルタロ | ジョヴァンニ・ジャコモ・インペリアーレ・タルタロ |                                              |                                              | ビアンカ・スピノーラ                         | ビアンカ・スピノーラ                         | ビアンカ・スピノーラ | ビアンカ・スピノーラ | ビアンカ・スピノーラ | ビアンカ・スピノーラ |  |  |  |  |  |  |  |  |  |  |  |  |  |  |  |  |  |  |
|  |  |                          |                          |                          |                          |                                      |                                      |                                      |                                      |                                          |                                          |                                          |                                          |                                          |                                          |                          |                          |                          |                          |                      |                      |                                |                                |                                |                                |                                |                                |                  |                  |                  |                  |  |  |                                                  |                                                  |                                                  |                                                  |                                                  |                                                  |                                              |                                              |                                              |                                              |                      |                      |                      |                      |  |  |  |  |  |  |  |  |  |  |  |  |  |  |  |  |  |  |
|  |  |                          |                          |                          |                          | ジャコモ・マッシミリアーノ・ドーリア | ジャコモ・マッシミリアーノ・ドーリア | ジャコモ・マッシミリアーノ・ドーリア | ジャコモ・マッシミリアーノ・ドーリア | ジャコモ・マッシミリアーノ・ドーリア     | ジャコモ・マッシミリアーノ・ドーリア     |                                          |                                          |                                          |                                          |                          |                          |                          |                          |                      |                      | ブリジダ・スピノーラ＝ドーリア | ブリジダ・スピノーラ＝ドーリア | ブリジダ・スピノーラ＝ドーリア | ブリジダ・スピノーラ＝ドーリア | ブリジダ・スピノーラ＝ドーリア | ブリジダ・スピノーラ＝ドーリア |                  |                  |                  |                  |  |  |                                                  |                                                  |                                                  |                                                  | ジョバンニ・ヴィンチェンツォ・インペリアーレ     | ジョバンニ・ヴィンチェンツォ・インペリアーレ     | ジョバンニ・ヴィンチェンツォ・インペリアーレ | ジョバンニ・ヴィンチェンツォ・インペリアーレ | ジョバンニ・ヴィンチェンツォ・インペリアーレ | ジョバンニ・ヴィンチェンツォ・インペリアーレ |                      |                      |                      |                      |  |  |  |  |  |  |  |  |  |  |  |  |  |  |  |  |  |  |
|  |  |                          |                          |                          |                          | ジャコモ・マッシミリアーノ・ドーリア | ジャコモ・マッシミリアーノ・ドーリア | ジャコモ・マッシミリアーノ・ドーリア | ジャコモ・マッシミリアーノ・ドーリア | ジャコモ・マッシミリアーノ・ドーリア     | ジャコモ・マッシミリアーノ・ドーリア     |                                          |                                          |                                          |                                          |                          |                          |                          |                          |                      |                      | ブリジダ・スピノーラ＝ドーリア | ブリジダ・スピノーラ＝ドーリア | ブリジダ・スピノーラ＝ドーリア | ブリジダ・スピノーラ＝ドーリア | ブリジダ・スピノーラ＝ドーリア | ブリジダ・スピノーラ＝ドーリア |                  |                  |                  |                  |  |  |                                                  |                                                  |                                                  |                                                  | ジョバンニ・ヴィンチェンツォ・インペリアーレ     | ジョバンニ・ヴィンチェンツォ・インペリアーレ     | ジョバンニ・ヴィンチェンツォ・インペリアーレ | ジョバンニ・ヴィンチェンツォ・インペリアーレ | ジョバンニ・ヴィンチェンツォ・インペリアーレ | ジョバンニ・ヴィンチェンツォ・インペリアーレ |                      |                      |                      |                      |  |  |  |  |  |  |  |  |  |  |  |  |  |  |  |  |  |  |
|  |  |                          |                          |                          |                          |                                      |                                      |                                      |                                      |                                          |                                          |                                          |                                          |                                          |                                          |                          |                          |                          |                          |                      |                      |                                |                                |                                |                                |                                |                                |                  |                  |                  |                  |  |  |                                                  |                                                  |                                                  |                                                  |                                                  |                                                  |                                              |                                              |                                              |                                              |                      |                      |                      |                      |  |  |  |  |  |  |  |  |  |  |  |  |  |  |  |  |  |  |

## 作品

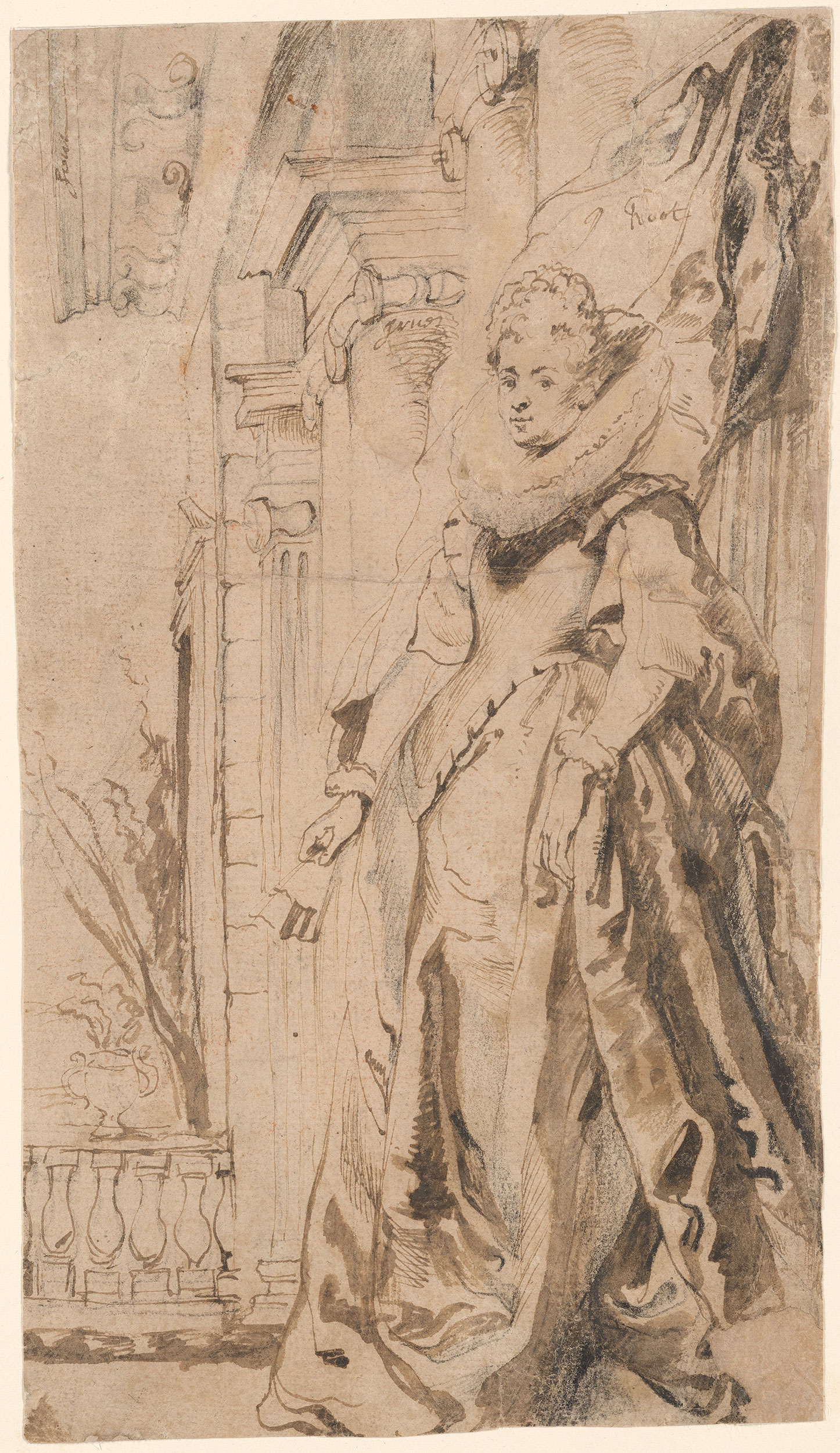
本作品の準備素描。ブリジダは欄干のあるテラスに立つ全身像として描かれている。モルガン・ライブラリー所蔵。

ルーベンスは当時22歳の結婚したばかりのころの侯爵夫人ブリジダ・スピノーラを描いている。ブリジダはサテンのドレスと密になった広い襞襟を身にまとっている。金と宝石で縁取られたシャンパンホワイトのドレスは光を受けて輝いている。両袖の肘からは琥珀金の裏地が付いたサテンのクロークが開いている。四分の三正面の膝丈で描かれたブリジダは、わずかに微笑みながら、鑑賞者の側を見つめている。彼女の肌は白く滑らかであり、黒い眉とまっすぐな鼻を持ち、頬をバラ色に染め、唇に赤い紅を塗っている。彼女の茶色の髪は、真珠と金で作られた精巧な花束の形の宝飾品と、黒い羽根飾りで飾られている。耳につけられた真珠のイヤリングは襞襟の上に乗っている。レースで縁取られた襞襟は肩幅まで広がり、後頭部に押し付けられている。右手にはほとんど閉じた扇子を持っている。彼女の背後にはフォレストグリーンの大理石の石柱が立ち並び、その上からクランベリーレッドのカーテンが上から垂れ下がっている。画面左上から差し込む光が重厚なサテンのドレスに大胆に表情豊かな襞を作り、ドレープの赤がブリジダを劇的に強調している。
ブリジダの視線の方向と背後の建築学的要素の遠近法は、肖像画が壁の高い位置、鑑賞者のはるか上に掛けることを意図していたことを物語っている。ルーベンスは建築学的要素とブリジダの貴族的な外観によって、彼女が裕福かつ社会的地位の高い人物であったことを明確に示しており、堂々としたポーズと建築物のダイナミックな対角線、光と色彩を統合し、彼女の肖像に活気を与えている。
モルガン・ライブラリー所蔵の準備素描から、本作品はもともとより大きなサイズの肖像画だったことがわかる。準備素描ではブリジダは全身像として描かれており、画面右側の欄干のあるテラスに立っている。しかし19世紀のある時点で画面の上辺と下辺および左側が大きく切り落された。

## 来歴
肖像画の最初の所有者はブリジダの夫ジャコモ・マッシミリアーノ・ドーリアであるが、1613年に死去すると、彼の弟ジョバンニ・カルロ・ドリーア（Giovanni Carlo Doria, 1576年-1625年）に遺贈された。ジョバンニ・カルロの死後は、おそらく同年にブリジダの再婚相手であるジョヴァンニ・ヴィンチェンツォ・インペリアーレに引き継がれた。それ以降はインペリアーレ家に相続されたが、19世紀に当時のインペリアーレ家の当主からトリノのラティ・オピッツォーネ（Rati Opizzone）の親族に贈られたのち、1840年までにオピッツォーネに相続された。その後はフランスの画家サイモン・ホーシン＝デオン（Simon Horsín-Déon）、ハンプシャーのローレンス・カリー（Lawrence Currie）に所有された。その息子ベトラム・ジョージ・フランシス・カリー（Betram George Francis Currie）は肖像画を相続すると1937年に売却した。肖像画はロンドンのアーサー・ゴールドシュミット（Arthur Goldschmidt）が購入し、1957年にニューヨークのサミュエル・H・クレス財団（Samuel H. Kress Foundation）に売却、1961年、財団によってナショナル・ギャラリー・オブ・アートに寄贈された。
準備素描はもともとスイスの美術商マリオ・ウツィエリ（Mario Uzielli）のコレクションであり、その後、ロンドンの美術史家エドモンド・シリング（Edmund Schilling）の手に渡った。モルガン・ライブラリーは1954年にシリングから取得した。

## 影響
ライプツィヒの彫刻家アドルフ・レーネルトは1848年に本作品のリトグラフを制作している。レーネルトはモルガン・ライブラリーの素描と同じ構図を描いている。

## ギャラリー
ルーベンスの同時期の肖像画

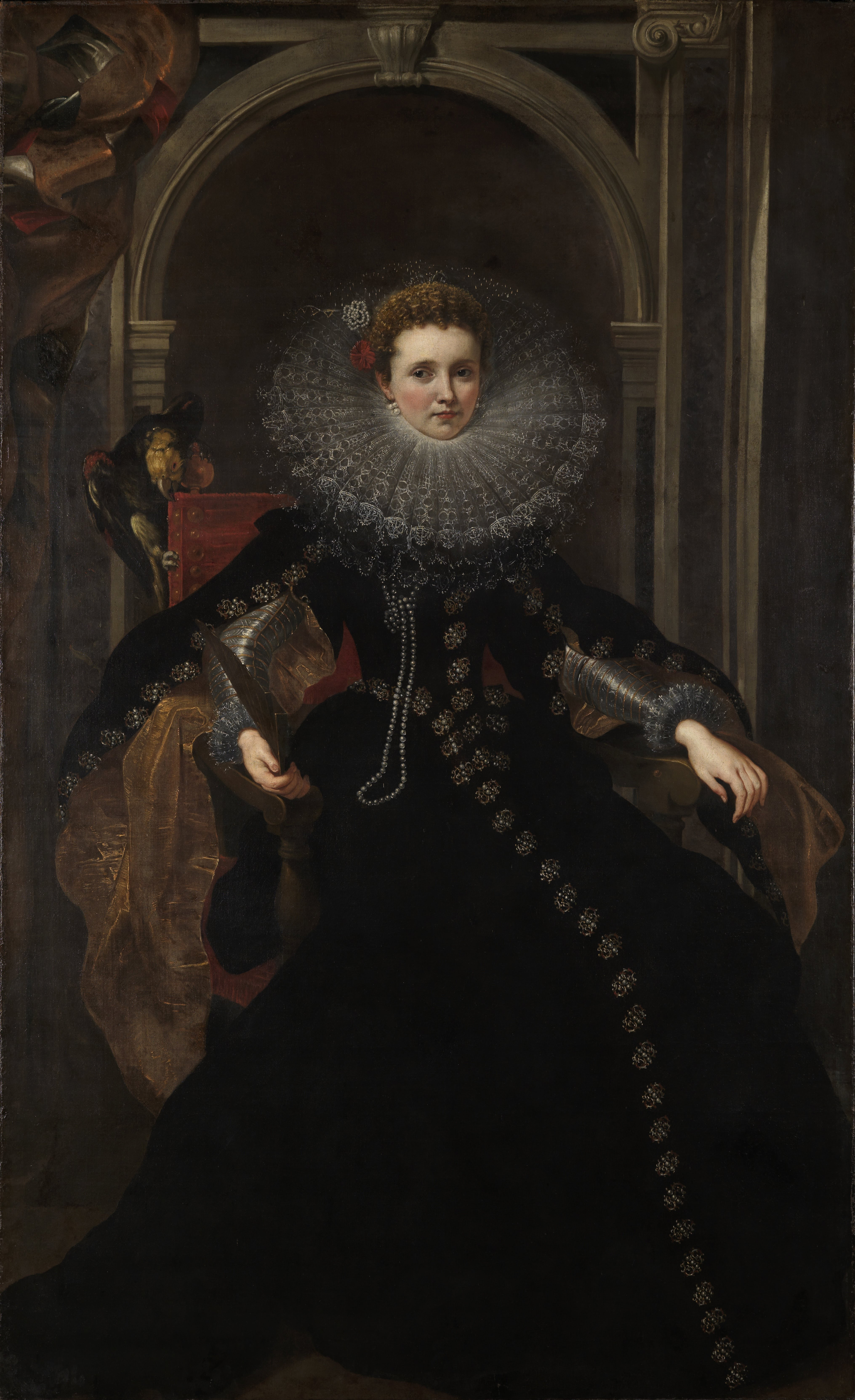
『ヴェロニカ・スピノーラ・ドーリアの肖像』1606年ごろ カールスルーエ州立美術館所蔵
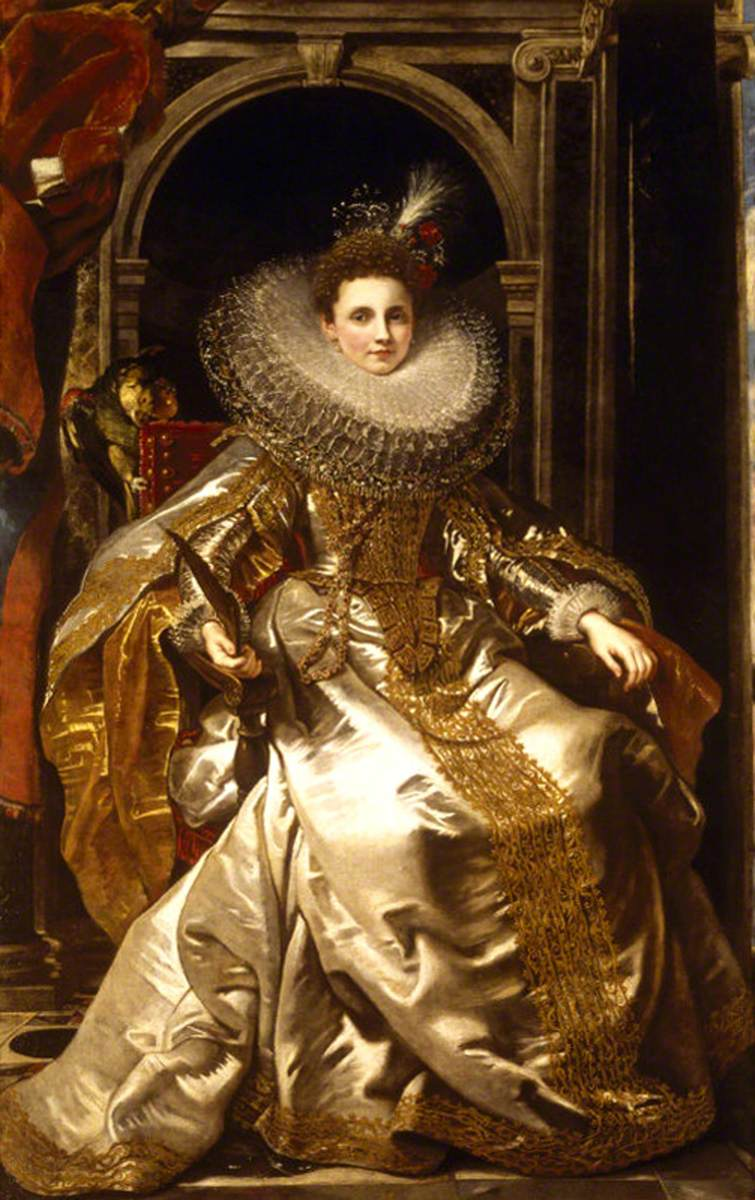
おそらく『侯爵夫人マリア・セッラ・パラヴィチーノの肖像』1606年 キングストン・レイシー（英語版）所蔵
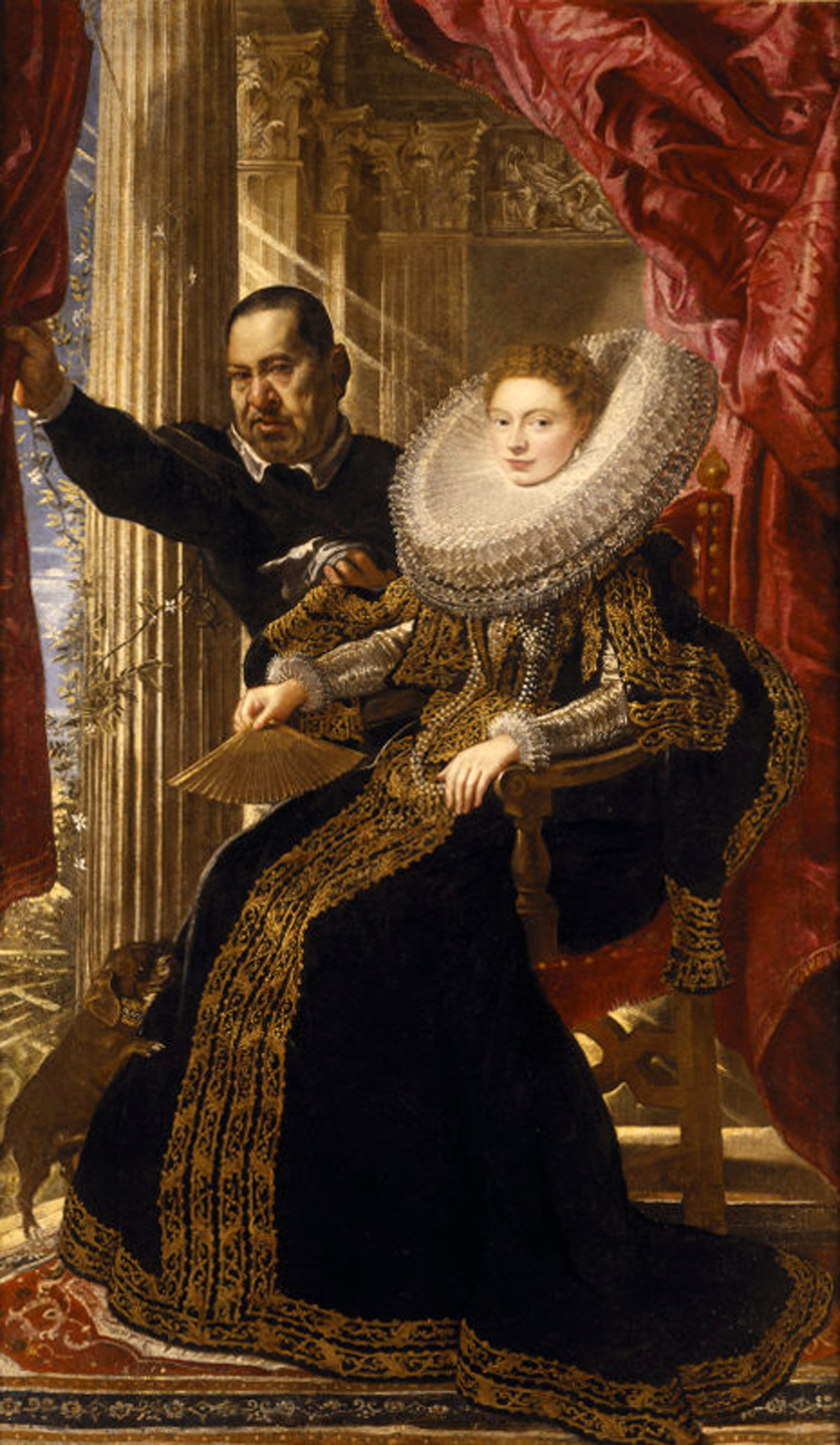
おそらく『従者を伴う侯爵夫人マリア・グリマルディの肖像』1607年ごろ キングストン・レイシー所蔵
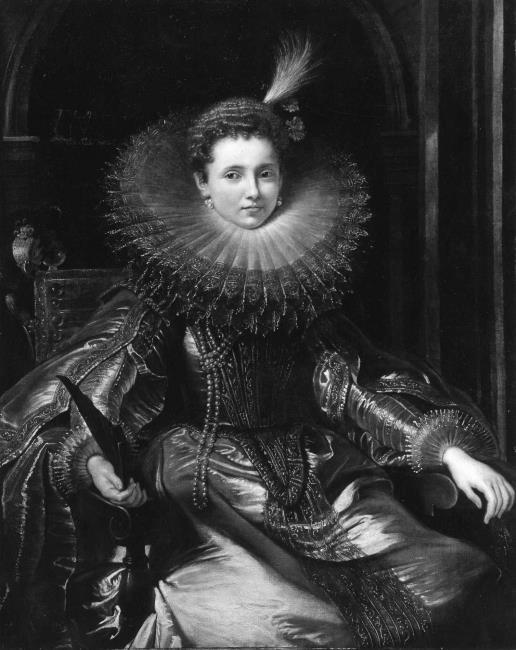
『ヴィオランテ・マリア・スピノーラ・セッラの肖像』1607年頃 バスコット・パーク（英語版）所蔵
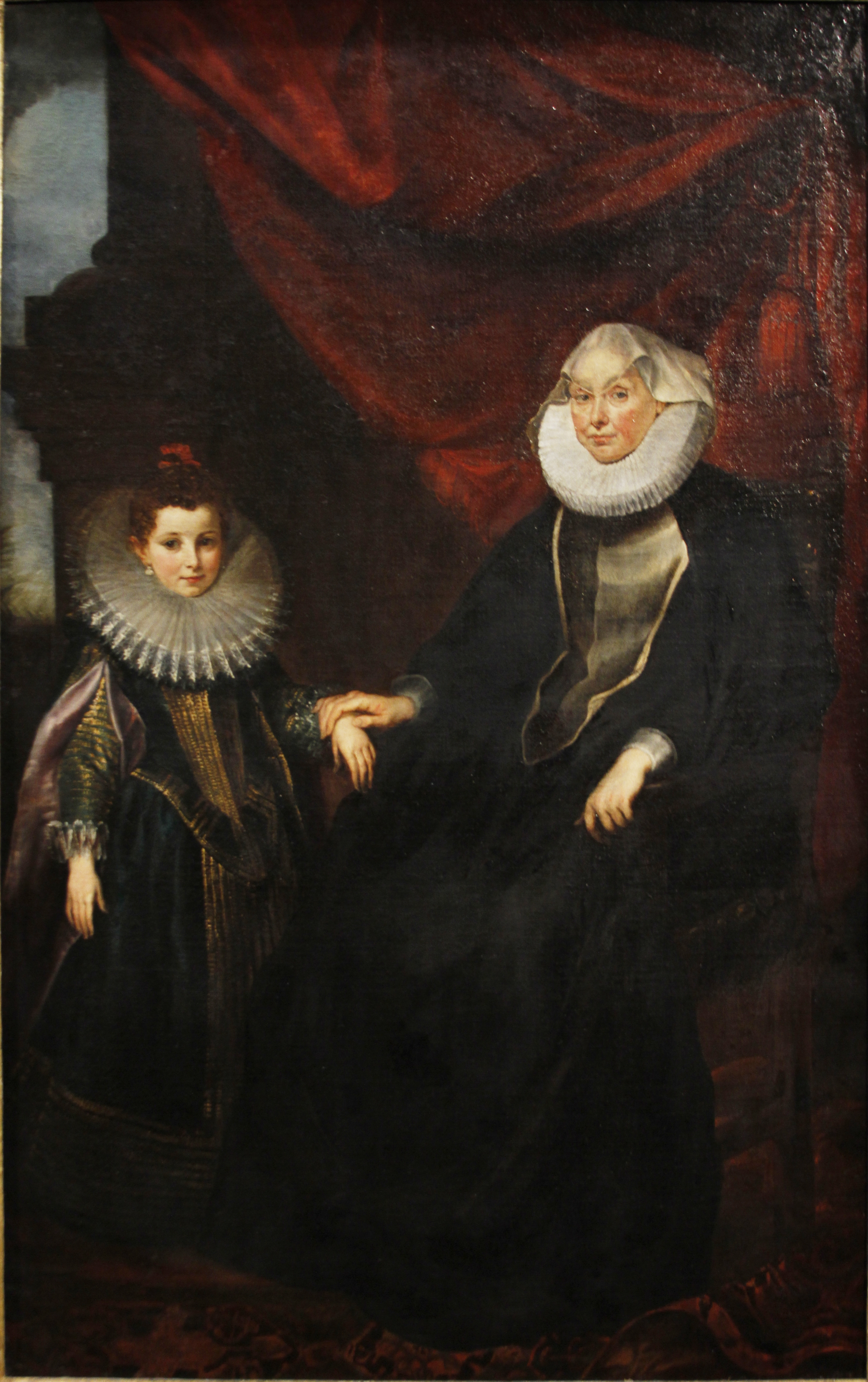
『侯爵夫人ビアンカ・スピノーラ・インペリアーレと孫娘マリア・ジョヴァンナ・セッラ』1606年頃 シュトゥットガルト州立美術館所蔵